# Neopeplus
Neopeplus is een geslacht van wantsen uit de familie van de Miridae (Blindwantsen). Het geslacht werd voor het eerst wetenschappelijk beschreven door Chérot in Malipatil & Schwartz.

## Soorten
Het genus bevat de volgende soorten:

- Neopeplus dogoni Schwartz, Chérot & Malipatil, 2003
- Neopeplus trianai Malipatil, Chérot & Schwartz, 2003